# Consiglio legislativo dell'Isola di Man
Il Consiglio legislativo dell'Isola di Man (in inglese: Legislative Council of the Isle of Man, in mannese: Choonseil Slattyssagh) è la camera alta che compone, assieme alla Camera delle chiavi il Tynwald, il parlamento dell'Isola di Man.
È composta da 11 membri (MLCs); 8 su 11 sono eletti direttamente a scrutinio segreto dai membri della Camera delle chiavi. 

## Membri attuali (2025)
- Presidente del Tynwald: Laurence Skelly
- Vescovo di Sodor e Man: Patricia Hillas
- Attorney General: Walter Wannenburgh
- Tanya August-Philips
- Paul Craine
- Diane Kelsey
- Rob Mercer
- Peter Reid
- Gary Clueit
- Kristie Morphet
- Dawn Kinnish